# Ilkka Villi

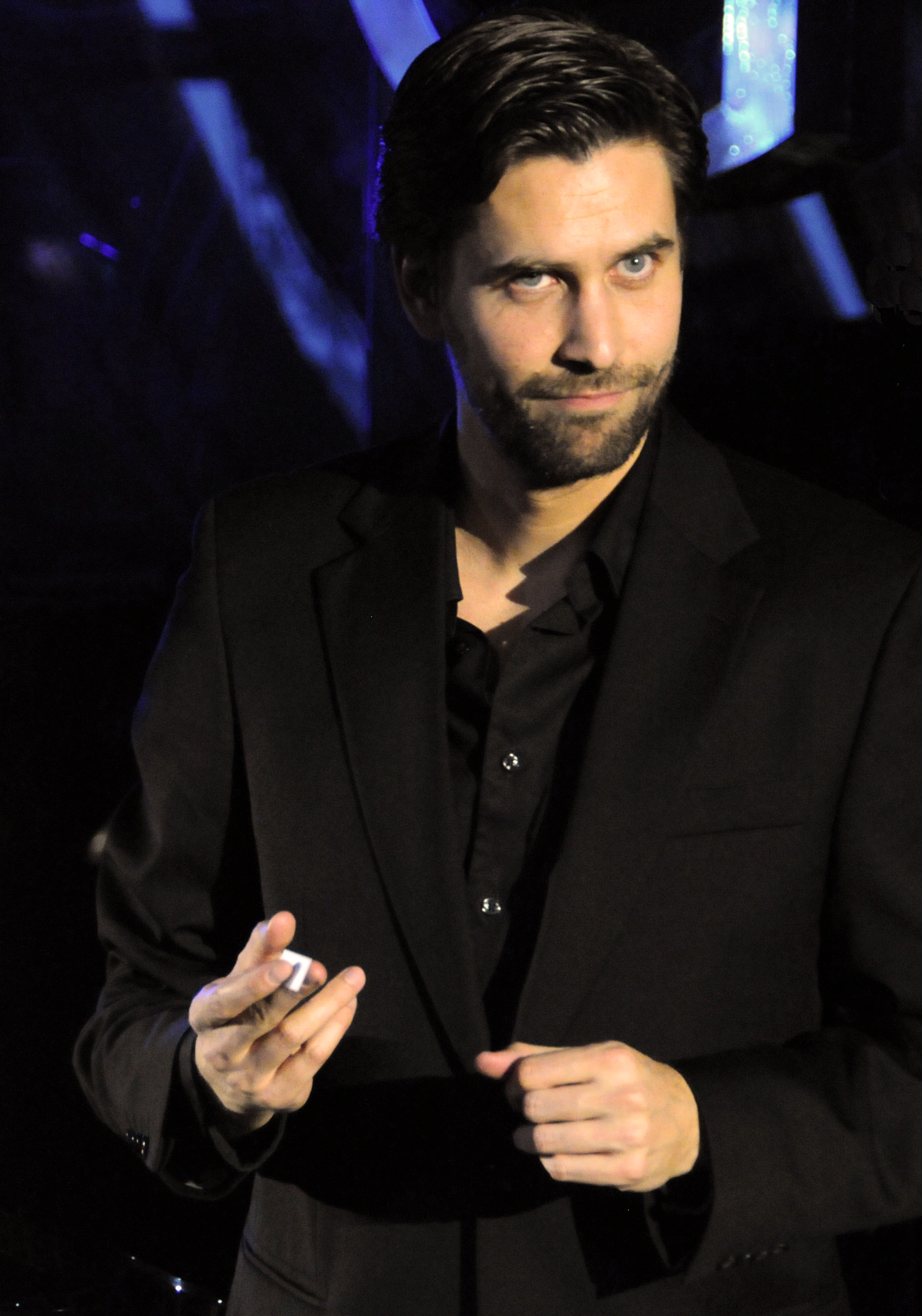
Ilkka Villi

Ilkka Villi, född 4 augusti 1975 i Helsingfors, är en finländsk skådespelare och manusförfattare.
Ilkka Villi är känd som modell till huvudrollsinnehavaren i spelet Alan Wake som är tillverkat av det finska spelföretaget Remedy Entertainment. Han var med i TV-serien Dejta på SVT 2020. 
2023 medverkade han i TV-serien The Reindeer Mafia.